# Bramham cum Oglethorpe
Bramham cum Oglethorpe – civil parish w Anglii, w hrabstwie ceremonialnym West Yorkshire, w dystrykcie metropolitalnym Leeds. Leży 16 km na północny wschód od centrum miasta Leeds i 276 km na północ od Londynu. W 2011 civil parish liczyła 1650 mieszkańców.